# سیارک ۲۱۵۱۸
سیارک ۲۱۵۱۸ (به انگلیسی: 21518 Maysunhasan، نامگذاری:1998KO53) بیست و یک هزار و پانصد و هجدهمین سیارک کشف شده‌است که در ۲۳ مه ۱۹۹۸ کشف شد.
قدر مطلق سیارک برابر ۱۳٫۴ است.